# Оленовка (Криничанский район)
Оленовка (укр. Оленівка) — село в Проминьском сельском совете Криничанского района Днепропетровской области Украины.
Код КОАТУУ — 1222088609. Население по переписи 2001 года составляло 161 человек.

## Географическое положение
Село Оленовка находится на правом берегу реки Мокрая Сура, в том месте, где она протекает по озеру Сурское, выше по течению на расстоянии в 5 км расположено село Светлогорское, ниже по течению на расстоянии в 2,5 км расположено село Сурское (Днепровский район), на противоположном берегу — село Светлогорское. На расстоянии в 1,5 км расположено село Проминь.